# Kenny Ortega
Kenny Ortega, właśc. Kenneth John Ortega (ur. 18 kwietnia 1950 w Palo Alto) – producent, choreograf i reżyser, znany z choreografii przebojowego filmu Dirty Dancing (1987). Pracował również ze znanymi gwiazdami, takimi jak Madonna, Michael Jackson czy Elton John. Zdobywca nagrody Emmy za choreografię ceremonii otwarcia XIX Zimowych Igrzysk Olimpijskich (2002) i telewizyjnego filmu muzycznego Disneya High School Musical (2006).

## Życiorys
Urodził się w Palo Alto w Kalifornii jako syn Madeline, kelnerki, i Octavia „Tibby’ego” Ortegi, pracownika fabryki. Miał siostrę Debrę i brata Marka. Jego rodzice również urodzili się w Palo Alto. Jego dziadkowie ze strony ojca byli hiszpańskimi imigrantami. Uczęszczał do Sequoia High School w Redwood City w Kalifornii, gdzie był cheerleaderem.
Początkowo związany był ze sceną San Francisco Arts, współpracując z Tubes. W 1979 został zatrudniony do współpracy z Kiss podczas ich trasy koncertowej Dynasty Tour. Stał się bardziej rozpoznawalny po współpracy z tancerzem i choreografem Gene’em Kellym przy filmie Xanadu (1980). Opracował też choreografię do teledysków „Mr. Roboto” (1982) grupy Styx i „Rock Me Tonite” (1984) Billy’ego Squiera. Współpracował z zespołem The Tubes przy ich występach na scenie i wyreżyserował wideoklip do „She’s a Beauty” (1983).
Był choreografem tańca do broadwayowskiego musicalu Marilyn: An American Fable (1983) i Chłopiec z Oz (The Boy From Oz, 2006), wideoklipu grupy Menudo „Hold Me” (1985) i teledysku Madonny „Material Girl” (1985), a także do komedii Wolny dzień pana Ferrisa Buellera (1986) z Matthew Broderickiem i filmu Dirty Dancing (1987) z Patrickiem Swayzem i Jennifer Grey. Opracował choreografię do światowych tras koncertowych Michaela Jacksona do Dangerous World Tour (1992–1993) i HIStory World Tour (1996–1997), XXVI Letnich Igrzysk Olimpijskich w Atlancie (1996), Super Bowl XXX (2000), 72. ceremonii wręczenia Oscarów (2000) oraz XIX Zimowych Igrzysk Olimpijskich w Salt Lake City (2002).

## Życie prywatne
Kenny Ortega ujawnił, że jest gejem.

## Filmografia
| Rok       | Tytuł                                                         | Choreograf | Reżyser | Producent |
| --------- | ------------------------------------------------------------- | ---------- | ------- | --------- |
| 1980      | Xanadu                                                        | T          |         |           |
| 1982      | Ten od serca (One from the Heart)                             | T          |         |           |
| 1985      | Ognie św. Elma (St. Elmo’s Fire)                              | T          |         |           |
| 1986      | Dziewczyna w różowej sukience (Pretty in Pink)                | T          |         |           |
| 1986      | Wolny dzień pana Ferrisa Buellera (Ferris Bueller's Day Off)  | T          |         |           |
| 1987      | Dirty Dancing                                                 | T          |         |           |
| 1988      | Salsa                                                         | T          |         |           |
| 1988      | Dirty Dancing (serial telewizyjny)                            |            | T       |           |
| 1989      | Shaggy                                                        | T          |         |           |
| 1992      | Gazeciarze (Newsies)                                          | T          | T       |           |
| 1993      | Hokus pokus (Hocus Pocus)                                     | T          | T       |           |
| 1995      | Ślicznotki (To Wong Foo, Thanks for Everything! Julie Newmar) | T          |         |           |
| 1998      | Magiczny miecz – Legenda Camelotu (Quest for Camelot)         | T          |         |           |
| 1998–1999 | Szpital Dobrej Nadziei (Chicago Hope)                         |            | T       |           |
| 2001      | Uziemieni (Grounded for Life)                                 |            | T       |           |
| 2001–2002 | Ally McBeal                                                   |            | T       |           |
| 2002–2006 | Kochane kłopoty (Gilmore Girls)                               |            | T       |           |
| 2006      | High School Musical (TV)                                      | T          | T       |           |
| 2006      | Dziewczyny Cheetah 2 (The Cheetah Girls 2, TV)                | T          | T       |           |
| 2007      | High School Musical 2 (TV)                                    | T          | T       | T         |
| 2008      | Hannah Montana & Miley Cyrus: Best of Both Worlds Concert     | T          |         |           |
| 2008      | High School Musical 3: Ostatnia klasa                         | T          | T       |           |
| 2008      | Footloose                                                     | T          |         |           |
| 2009      | Michael Jackson’s This Is It                                  | T          | T       | T         |
| 2012      | Tancerki (Bunheads)                                           |            | T       |           |
| 2015      | Następcy (Descendants)                                        | T          | T       | T         |
| 2016      | Crazy Ex-Girlfriend                                           |            | T       |           |
| 2017      | A Change of Heart                                             |            | T       |           |
| 2017      | Następcy 2 (Descendants 2)                                    | T          | T       | T         |
| 2019      | Następcy 3 (Descendants 3)                                    | T          | T       | T         |
| 2020      | Julie and the Phantoms                                        | T          | T       | T         |